# (706765) 2010 TK7
(706765) 2010 TK7 ist die vorläufige Bezeichnung für einen Asteroiden, der die Erde als Trojaner auf ihrer Umlaufbahn begleitet. Er ist der erste entdeckte Erdtrojaner und bewegt sich auf einer weitläufigen Bahn um den Lagrange-Punkt L4. Am 14. Juli 2024 erhielt er vom Minor Planet Center die Nummer (706765).

## Trojaner

2010 TK_{7} kreist um L4 und liegt damit auf der Erdumlaufbahn vor der Erde.

Kleine Himmelskörper, welche die Sonne in unmittelbarer Nähe zur Bahn eines Planeten umrunden, werden durch dessen Gravitationseinfluss meist früher oder später aus dieser Bahn geworfen. Eine der möglichen Ausnahmen hiervon sind Himmelskörper, die dem Planeten auf seiner Bahn um 60° voraus- oder hinterherlaufen, so dass sie mit dem Planeten und der Sonne ein gleichseitiges Dreieck bilden.
Im Abstand von 60° vom Planeten liegen die sogenannten Lagrange-Punkte L4 und L5. In einem mit dem Planeten rotierenden Bezugssystem – in dem der Planet und die Lagrange-Punkte also stillstehen – heben sich an diesen Punkten die Anziehungskräfte von Planet und Sonne sowie die Fliehkraft auf, so dass ein dort befindlicher Körper kräftefrei in Ruhe verharren kann. Im nichtrotierenden inertialen Bezugssystem bedeutet dies, dass er sich mit derselben Umlaufzeit wie der Planet und ungestört von diesem um die Sonne bewegt.
Der Körper kann im rotierenden Bezugssystem betrachtet nur dann in Ruhe verharren, wenn er sich genau auf dem Lagrangepunkt befindet und keine weiteren Störkräfte einwirken. Beides ist in der Praxis nicht der Fall, so dass der Körper abzudriften beginnt. Dann jedoch beginnen die im rotierenden System zu berücksichtigenden Zentrifugal- und Corioliskräfte den Körper so abzulenken, dass er eine etwa nierenförmige stabile Umlaufbahn um den Lagrange-Punkt beschreibt. Dieses Umlaufen um den Lagrange-Punkt wird auch Libration („Schwankung“) genannt (nicht zu verwechseln mit der Libration des Mondes), die Lagrange-Punkte heißen daher auch Librationspunkte.

## Bahn von (706765) 2010 TK7
(706765) 2010 TK7 ist an den Lagrange-Punkt L4 zwischen Erde und Sonne gebunden und läuft der Erde damit auf ihrer Bahn voraus. Er ist nur verhältnismäßig schwach an L4 gebunden und kann sich daher im Zuge seiner Libration weit davon entfernen. Er läuft mit einer Periode von 390 Jahren bis fast zum Librationspunkt L3 in 300 Millionen km Erdentfernung und anschließend wieder zurück bis kurz vor die Erde, ohne ihr jedoch näher als 20 Millionen km (ca. 50 Mondentfernungen) kommen zu können. Gegenwärtig hat die große Halbachse der Asteroidenbahn eine Länge von 1,0004 AE, der Asteroid also eine etwas geringere Geschwindigkeit als die Erde, und er driftet auf seiner Librationsbahn langsam auf die Erde zu. Die Wechselwirkung mit der Erde verringert jedoch gegenwärtig seine große Halbachse, so dass sich gemäß dem Dritten Kepler-Gesetz seine Geschwindigkeit erhöht und er sich wieder von der Erde entfernen wird. Etwa im Jahr 2200 wird 2010 TK7 fast L3 erreichen und sich dann wieder der Erde annähern.
Wegen der merklichen Exzentrizität von 0,191 schwankt sein Sonnenabstand während eines Jahres zwischen 0,8 und 1,2 AE, so dass er sich mit einer Periode von einem Jahr um bis zu ± 0,2 AE seitlich von der Erdbahn entfernt. Wegen der erheblichen Bahnneigung von knapp 21° entfernt er sich mit einer Periode von einem Jahr außerdem bis ± 0,4 AE  in senkrechter Richtung aus der Erdbahnebene. Diese beiden Auslenkungen laufen mit der gleichen jährlichen Periode gleichzeitig ab, so dass der Asteroid zusätzlich zu seiner Librationsbahn jährliche ungefähr senkrecht stehende Schleifen um die Erdbahn zieht. Diese zusätzlichen Schleifen, die sich der Librationsbewegung des Trojaners überlagern, werden auch Epizykel genannt, sind jedoch nicht mit den Epizykeln früherer Planetentheorien zu verwechseln.
Trotz seiner besonders erdnahen Bahn ist 2010 TK7 schwieriger für Raumfahrzeuge zu erreichen als andere erdnahe Asteroiden, weil die starke Neigung seiner Bahn einen gut doppelt so großen Treibstoffverbrauch zur Folge hätte.

## Physikalische Eigenschaften
Aus der gemessenen Helligkeit des Asteroiden folgt bei Annahme einer Albedo von 0,1 ein Durchmesser von 300 m, was für einen erdnahen Asteroiden verhältnismäßig groß wäre. Es liegen noch keine Farb- oder gar Spektralmessungen vor, so dass sich noch keine weitere Klassifizierung vornehmen lässt.

## Entdeckung
Objekte in einer Librationsbahn um L4 oder L5 befinden sich für einen irdischen Beobachter im Mittel in nur 60° Abstand von der Sonne und sind daher schwierig zu beobachten. Der 2009 gestartete Infrarotsatellit WISE jedoch suchte große Himmelsbereiche im Abstand von 90° zur Sonne ab, so dass die Hoffnung bestand, ein möglicherweise existierender Erdtrojaner könnte auf seiner Librationsbahn in das Gesichtsfeld von WISE geraten.
Das der Mission WISE angeschlossene Projekt NEOWISE hatte die Aufgabe, die von WISE gewonnenen Aufnahmen nach bewegten Objekten, darunter auch erdnahen Objekten (near-Earth objects – NEOs), zu durchsuchen und gefundene Objekte mit erdgebundenen Teleskopen nachzubeobachten, um sie nicht wieder zu verlieren. Am 1. und 2. Oktober 2010 beobachtete WISE ein Objekt, das am 6. und 7. Oktober auch von drei anderen Teleskopen verfolgt werden konnte. Es erhielt die vorläufige Bezeichnung 2010 TK7. Am 14. Juli 2024 erhielt er vom Minor Planet Center die Nummer (706765).
Astronomen, die den Datenbestand von WISE auf mögliche Erdtrojaner hin untersuchten, konnten (706765) 2010 TK7 anhand des 6-tägigen beobachteten Bahnbogens als wahrscheinlichen Trojaner identifizieren. Seine ausgeprägten jährlichen Epizykel hatten den Asteroiden so weit von seiner mittleren Librationsbahn entfernt, dass er für WISE sichtbar geworden war. Nachdem der Asteroid mehrere Monate in einer für erdgebundene Beobachtungen ungünstigen Position verbracht hatte, gelang schließlich im April 2011 die Wiederauffindung mit dem Canada-France-Hawaii-Teleskop, so dass die verbesserten Bahnbestimmungen ihn eindeutig als Erdtrojaner ausweisen konnten.

## Bahnentwicklung
(706765) 2010 TK7 wird über mindestens 10.000 Jahre stabil an die Erdbahn gebunden sein. Eine präzise Vorhersage seiner Bahnbewegung ist wegen sensitiver Abhängigkeiten von kleinen Störungen jedoch nur über die nächsten 250 Jahre möglich. Über den Zeitraum von vor 1800 Jahren bis in 5000 Jahren lassen sich durch rechnerisches Verfolgen leicht variierter Bahnen allerdings statistische Aussagen über das mögliche Verhalten des Asteroiden ableiten. Demnach sind der Übergang auf eine Hufeisenbahn, ein „Umspringen“ zum Lagrange-Punkt L5 (da der Asteroid in der Nähe von L3 im Zuge eines seiner ausgeprägten Epizykel auch über L3 hinausschießen kann) oder eine kurzzeitige instabile Libration um den Punkt L3 nicht völlig auszuschließen. Die Rechnungen zeigen, dass (706765) 2010 TK7 bereits früher um L5 gelaufen war, aber etwa um das Jahr 500 herum auf L4 übergesprungen ist.